# 埃施魏勒-克拉克反应
埃施魏勒-克拉克反应（Eschweiler-Clarke reaction），又称埃施魏勒-克拉克甲基化反应
伯胺或仲胺用过量甲酸和甲醛处理，得到N-甲基化产物。
此反应是一种还原胺化反应。 反应到叔胺停止，不再生成季铵盐。
反应以德国化学家威廉·埃施魏勒 (Wilhelm Eschweiler，1860－1936) 和英国化学家汉斯·撒切尔·克拉克 (Hans Thacher Clarke，1887－1972) 的名字命名。

## 反应机理
首先胺与甲醛缩合为亚甲基亚胺（羰基化合物-胺缩合反应），亚胺被甲酸质子化为亚胺离子。然后甲酸根离子向亚胺离子转移一个负氢，生成仲胺，同时放出二氧化碳。 仲胺可与第二分子甲醛再缩合为亚胺离子，并被甲酸根离子还原，生成叔胺，不过这一步较慢。
叔胺不能继续与甲醛缩合为亚胺或亚胺离子，因此反应到叔胺停止，不会进一步作用产生季铵盐。
有手性的胺在反应条件下一般不会发生外消旋化。